# 富泰 (選區)
富泰（英語：Fu Tai，代號：L30）是香港屯門區議會下轄的選區，2003年設立，2023年取消，末任區議員為匯政衞言召集人何國豪。

## 範圍
選區位於屯門北部，現時包括富泰邨及相隔元朗公路的虎地上下村、福亨村及綠怡居。與其相連的選區包括新墟、景峰、屯門鄉郊。選區因應人口分佈設有兩個投票站，分別設於興德學校以及福亨村村公所。

## 沿革
2003年區議會選舉，選委會因應2000年富泰邨入伙帶動人口增加，以富泰邨為核心由屯門鄉郊選區將虎地附近劃出富泰選區。本區吸引到四人參選，包括民主建港聯盟陳文偉、民主黨方麗雯、港進聯的前區議員馮友維及獨立候選人林炳洪，結果由方麗雯以過半數的2,178票當選，除陳文偉得到1,656票外，另外兩人得票低於5%，被沒收按金。陳文偉落選後，民建聯在富泰邨設立辦事處，陳文偉繼續在區內服務。水
2007年區議會選舉，只有方陳二人對壘，結果民主黨方麗雯連任失敗，民建聯陳文偉以2,925擊敗方麗雯的2,188票，方的得票只是微幅上升，陳則大幅上升一千二百多票。2008年王國興代表工聯會空降新界西參選，本區劃入工聯會的勢力範圍。
2011年區議會選舉，爭取連任的陳文偉以民建聯工聯會雙重身份參選，民主黨則再派方麗雯參選，最後陳文偉以2,771多於方的2,433票成功連任。因應工聯會、民建聯分家，陳文偉2012年起單以工聯會名義活動。
2015年區議會選舉，由屯門鄉郊選區將虎地上下村、福亨村及綠怡居劃入本區，以平衡兩區人口，工聯會陳文偉爭取連任，而傘後團體屯門社區關注組則派出何偉祥參選，然而提名期結束後，何偉祥被揭發於2013年曾參與天水圍「口罩幫」撐梁振英落區的活動，與傘後團體立場不符，何宣佈退出屯門社區關注組及選舉。不過由於法例規定提名期後不能退選，何只好放棄選舉工程，結果陳文偉以超過七成得票勝出。
2019年區議會選舉 ，民主派候選人何國豪壓倒性優勢擊敗尋求連任工聯會的陳文偉，最後何以5,590票成功擊敗陳，亦為泛民主派收復自2008年失落於建制派的議席。2021年7月，因應政府計劃追討協助民主派初選區議員的酬金津貼傳聞所帶動的區議員辭職潮中，何國豪宣佈辭去區議員職務。

## 歷屆議員
| 選區名稱 | 屆別                 | 議員   | 政治聯繫 | 政治聯繫        |
| -------- | -------------------- | ------ | -------- | --------------- |
| 富泰     | 2004年－2007年       | 方麗雯 |          | 民主黨          |
| 富泰     | 2008年－2011年       | 陳文偉 |          | 民建聯 · 工聯會 |
| 富泰     | 2012年－2015年       | 陳文偉 | 工聯會   |                 |
| 富泰     | 2016年－2019年       | 陳文偉 | 工聯會   |                 |
| 富泰     | 2020年－2021年7月8日 | 何國豪 |          | 匯政衞言        |
| 富泰     | 2021年7月9日－2023年 | 懸空   | 懸空     | 懸空            |

## 歷屆選舉結果
| 政党   | 政党     | 候选人    | 票数  | %     | ±      |
| ------ | -------- | --------- | ----- | ----- | ------ |
|        | 匯政衞言 | ①. 何國豪 | 5,590 | 61.76 | 不適用 |
|        | 工聯會   | ②. 陳文偉 | 3,461 | 38.24 | ▼34.76 |
| 多数票 | 多数票   | 多数票    | 2,129 | 23.52 | 不適用 |

| 政党   | 政党           | 候选人    | 票数  | %     | ±      |
| ------ | -------------- | --------- | ----- | ----- | ------ |
|        | 工聯會         | ①. 陳文偉 | 2,823 | 73.00 | 不適用 |
|        | 屯門社區關注組 | ②. 何偉祥 | 1,044 | 27.00 | 不適用 |
| 多数票 | 多数票         | 多数票    | 1,779 | 64.00 | 不適用 |

| 政党   | 政党           | 候选人    | 票数  | %     | ±      |
| ------ | -------------- | --------- | ----- | ----- | ------ |
|        | 民主黨         | ①. 方麗雯 | 2,433 | 46.75 | ▲3.96‬  |
|        | 民建聯/ 工聯會 | ②. 陳文偉 | 2,771 | 53.25 | ▼3.96‬  |
| 多数票 | 多数票         | 多数票    | 338‬   | 6.50  | 不適用 |

| 政党   | 政党           | 候选人    | 票数  | %     | ±      |
| ------ | -------------- | --------- | ----- | ----- | ------ |
|        | 民建聯/ 工聯會 | ①. 陳文偉 | 2,925 | 57.21 | 不適用 |
|        | 民主黨         | ②. 方麗雯 | 2,188 | 42.79 | 不適用 |
| 多数票 | 多数票         | 多数票    | 737   | 14.41 | 不適用 |

| 政党   | 政党           | 候选人    | 票数  | %     | ±      |
| ------ | -------------- | --------- | ----- | ----- | ------ |
|        | 民建聯/ 工聯會 | ①. 陳文偉 | 1,656 | 39.66 | 不適用 |
|        | 民主黨         | ②. 方麗雯 | 2,178 | 52.16 | 不適用 |
|        | 港進聯         | ③. 馮友維 | 202   | 4.84  | 不適用 |
|        | 無黨派         | ④. 林炳洪 | 140   | 3.35  | 不適用 |
| 多数票 | 多数票         | 多数票    | 522   | 12.5  | 不適用 |